# ريكس أورانج كاونتي
ألكساندر أوكونور (من مواليد 4 مايو 1998) ، المعروف باسمه الفني ريكس أورانج كاونتي ، هو فنان إنجليزي. نشأ في قرية Grayshott بالقرب من Haslemere ، ساري .   أصدر أوكونور أربعة ألبومات: Bcos U Will Never B Free (2015) ، Apricot Princess (2017) ، Pony (2019) ، وألبوم مباشر بعنوان Live At The Radio City Music Hall (2020).

## النشأة والعمل
بد أوكونور في الموسيقى منذ صغره. في سن الخامسة ، كان أوكونور جزءًا من جوقة المدرسة حيث كانت تعمل والدته.  أصبح عازف طبال وعلم نفسه فيما بعد البيانو. في سن السادسة عشرة ، التقط الجيتار وبدأ في إنتاج موسيقاه الخاصة على برنامج Logic . أثناء نشأته ، استمع إلى كوين و آبا و ستيفي وندر والفنانين الأمريكيين البديلين مثل ويزر و غرين دي . 
بدأ رحلته الموسيقية في مدرسة Frensham Heights في فارنام ، ساري. ابتداءً من سن 16 ، التحق بمدرسة بريت حيث درس العزف على الطبول وكان أحد عازفي الإيقاع الأربعة في عامه. وقد أتاحت له الندرة النسبية لآلاته الأساسية فرصة التعرف على نطاق واسع لمشاريع مختلفة للآخرين في مدرسته ، والتي ينسب إليها الفضل في تعريضه لموسيقى جديدة وحديثة.  خلال هذا الوقت ، بدأ أوكونور أيضًا في إنتاج مشاريعه الخاصة.  

## الجوائز
في يناير 2018 ، احتل أوكونور المركز الثاني في جائزة بي بي سي Sound لعام 2018 بعد المغنية النرويجية سيغريد . 

## الأعمال

### ألبومات
| لن تكون Bcos U خالية أبدًا                                      | - تاريخ الصدور: 4 سبتمبر 2015 - التسمية: حرر ذاتيًا - التنسيق: التنزيل الرقمي والتدفق                         | - | 28 </br> | - | - | - | - | - |
| أميرة المشمش                                                   | - تاريخ الإصدار: 26 أبريل 2017 - التسمية: حرر ذاتيًا - التنسيق: تنزيل رقمي ، قرص مضغوط ، فينيل ، تدفق         | - | -        | - | - | - | 2 | 8 |
| مهر                                                            | - تاريخ الصدور: 25 أكتوبر 2019 - التصنيف: موسيقى سوني (RCA) - التنسيق: تنزيل رقمي ، قرص مضغوط ، فينيل ، تدفق | 5 | 4        | 3 | 6 | 3 | - | - |
| تشير "-" إلى تسجيل لم يتم رسمه أو لم يتم إصداره في تلك المنطقة | |   |          |   |   |   |   |   |

## روابط خارجية
- ريكس أورانج كاونتي على أول ميوزيك
- ريكس أورانج كاونتي التسجيلات من ديسكاغز.كوم